# خلیل پاشا (نقاش)

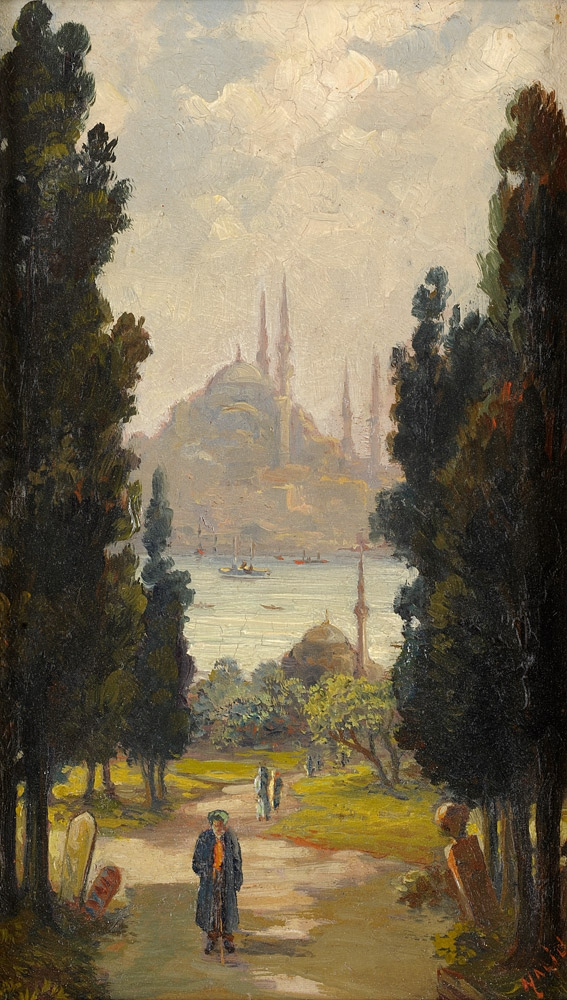
نمایی از استانبول، نام اثری است در سبک امپرسیونیسم از خلیل پاشا.

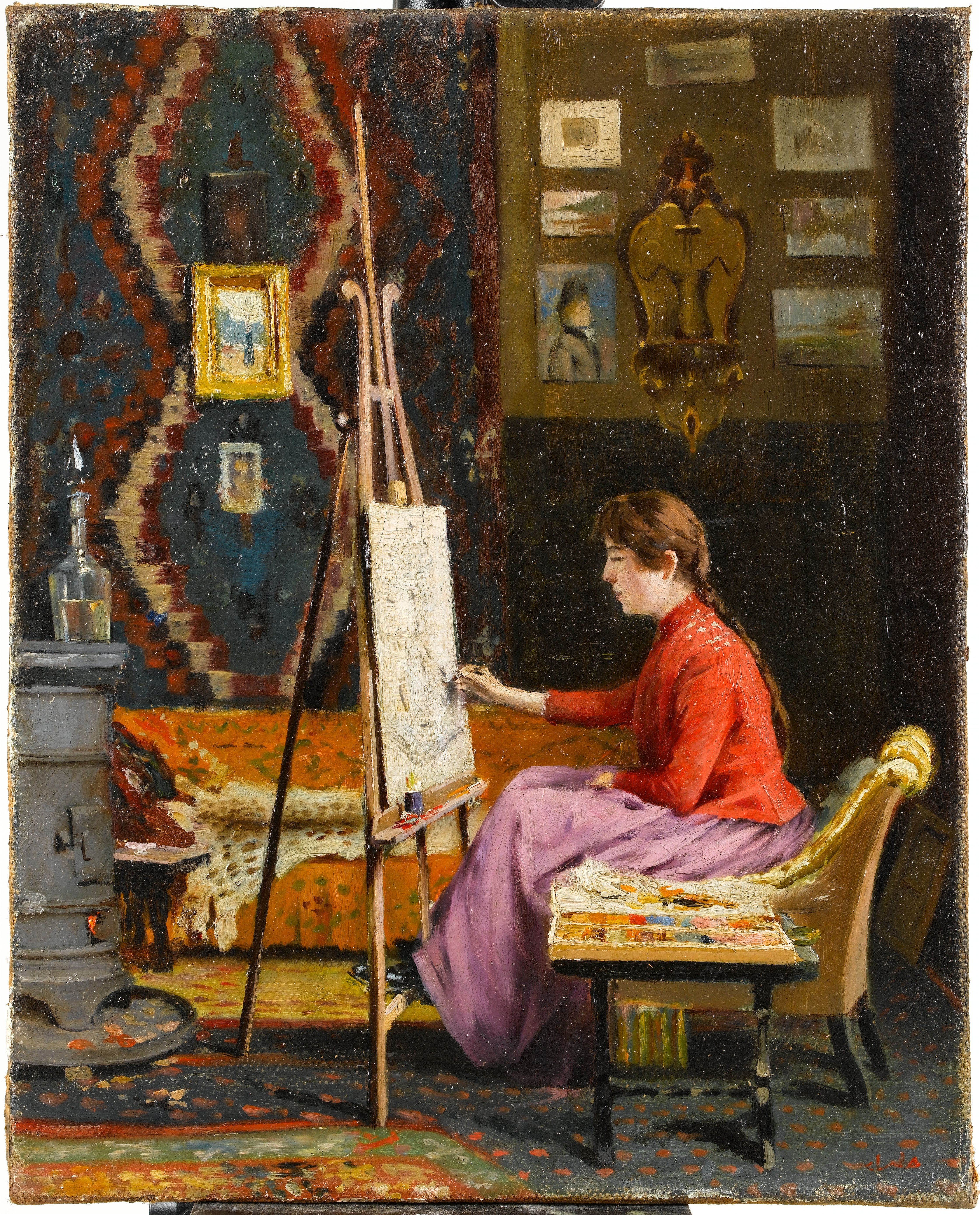
دختر نقاش در آتلیهٔ نقاشی، نام اثری است در سبک امپرسیونیسم از خلیل پاشا. این اثر اکنون در مالکیت موزهٔ ساکیپ سابانجی قرار دارد.

خلیل پاشا (به ترکی استانبولی: Halil Paşa)، نقاش برجستهٔ سدهٔ ۱۹ میلادی و معلم هنر اهل ترکیه بود.
وی از نخستین نقاشان ترک سبک دریافتگری است.